# Хольм, Фриц
Фриц Вильгельм Хольм (дат. Frits Vilhelm Holm, 1881—1930) — датский путешественник и авантюрист, наиболее известный своей попыткой завладеть Несторианской стелой, с целью её вывоза в Европу или США. Впоследствии эта его деятельность получила название «Хольм-несторианская экспедиция в Сиань».

## Биография
Фриц Вильгельм Хольм родился 23 июля 1881 года. В своих книгах, как правило, сокращал имя до Фриц Хольм или Фриц В. Хольм, в то время, как американские газеты называли его Фриц фон Хольм, утверждая, что он был членом европейской знати.

### Сианьская экспедиция
Наибольшую известность получил в 1907 году за свою попытку овладения древнейшим памятником христианства в Китае — Несторианской стелой. Хольм намеревался совершить кражу с целью дальнейшей перепродажи в музеи Европы или США. Сианьские власти, узнав о деятельности датского авантюриста, перенесли стелу в сианьский «Лес стел».
Потеряв шанс завладеть стелой, Хольм нанял каменотёсов, изготовивших её копию. При помощи российского консула, представлявшего в те годы интересы Дании в Китае, отвез её в Нью-Йорк и попытался продать в Метрополитен-музей. Хотя дирекция музея не захотела приобретать стелу-копию, она выставлялась там около 10 лет, пока в 1917 году Джордж Лири, один из богатейших нью-йоркцев, не приобрел её и не отправил в Рим в подарок римскому папе.

### Поздняя биография
9 октября 1919 года Фриц Хольм женился на Маргарит Макдонау Грин (ум. 16 ноября 1928 года в Нёйи-сюр-Сен), единственной дочери Уоррена Л. Грина, президента «American Bank Note Company».
Скончался 9 марта 1930 года от пневмонии.